# Oddbjørn Hagen
Oddbjørn Hagen (Engerdal, 3 febbraio 1908 – Skedsmo, 25 giugno 1983) è stato un combinatista nordico e fondista norvegese.

## Biografia
Ha partecipato ai IV Giochi olimpici invernali di Garmisch-Partenkirchen 1936 conquistando tre medaglie, nelle gare di fondo della 18 km (argento), nella staffetta 4x10 km (argento) e nella combinata nordica (oro).
Ha vinto anche medaglie ai Mondiali del 1934 nella combinata nordica (oro) e del 1935 nella staffetta 4x10 km di fondo (argento) e nella 18 km (argento).
Hagen ha vinto quattro volte il Trofeo Holmenkollen, tre nella combinata nordica (1932, 1934 e 1935) e una nella 18 km di fondo (1936), ricevendo la medaglia Holmenkollen nel 1934.

## Palmarès

### Olimpiadi
- 3 medaglie:
  - 1 oro (combinata nordica a Garmisch-Partenkirchen 1936)
  - 2 argenti (18 km di fondo[3], staffetta[3] a Garmisch-Partenkirchen 1936)

### Mondiali
- 4 medaglie, oltre a quelle conquistate in sede olimpica e valide anche a fini iridati:
  - 2 ori (combinata nordica a Sollefteå 1934; combinata nordica a Vysoké Tatry 1935)
  - 2 argenti (18 km di fondo, staffetta a Vysoké Tatry 1935)

## Onorificenze
- Medaglia Holmenkollen (1934)